# Sacrament (album)
Sacrament è il quinto album della band groove metal statunitense Lamb of God, pubblicato nel 2006 dalla Epic Records.

## Tracce
1. Walk with Me In Hell – 5:11
2. Again We Rise – 4:30
3. Redneck – 3:41
4. Pathetic – 4:41
5. Foot to the Throat – 3:14
6. Descending – 3:35
7. Blacken The Cursed Sun – 5:28
8. Forgotten (Lost Angels) – 3:05
9. Requiem – 4:11
10. More Time to Kill – 3:37
11. Beating On Death's Door – 5:07

## Formazione
- Randy Blythe – voce
- Willie Adler – chitarra
- Mark Morton – chitarra
- John Campbell – basso
- Chris Adler – batteria